# Moools
moools（モールス）は日本のバンド。

## バイオグラフィー
1997年頃に國學院大学サークル内で結成。「レベル・ビート・ファクトリー」から、2枚のフル・アルバムを発表。1999年および2001年には、アメリカのインディー・ロックフェス「YO YO A GOGO」に招待出演を果たす。モデスト・マウスやキャルヴィン・ジョンソンなどの来日公演の際にフロントアクトを務めたほか、764-hero、+/-、リトル・ウィングス、ウルフ・パレードらとの共演を経験。海外のオルタナティブ・ロックシーンとの深い交流がある。国内では、bloodthirsty butchersの吉村秀樹、トクマルシューゴ、OGRE YOU ASSHOLEの出戸学などからリスペクトされている。2002年に自主企画「モールスまつり」を立ち上げ、マイペースな音楽活動を実施している。2011年、ギタリストとしてRyo Hamamotoが加入、4ピースバンドとなる。2015年、浜本（ギター）・カフカ（キーボード）をサポートとしたよりフレキシブルな体制での活動再開を発表。

## メンバー
- 酒井泰明（ボーカル、ギター） - mooolsのフロントマン。kabaddi kabaddi kabaddi kabaddiではドラムスを担当。
- 有泉充浩（ベース） - 斉藤耕治とともにインディー・レーベル「7e.p.」を共同主宰。kabaddi kabaddi kabaddi kabaddiではギターを担当。
- 内野正登（ドラムス） - toddle、Swarm's Armのメンバーとしても活動。
- 浜本亮（ギター） - 2011年加入。シンガー・ソングライターでもあり、Ryo Hamamoto & The Wetlandというソロ・プロジェクトでも活動。

## ディスコグラフィー

### アルバム
- 光ファイバー（1999年）
- マジック200（2000年）
- moools（2003年）
- モチーフ返し（2006年）
- Rebel Beat Factory Years（2007年） - 初期音源集
- Poet Portraits Years（2008年） - 初期音源集
- Weather Sketch Modified（2010年）
- 劈開（2014年）

### ミニ・アルバム
- backgroundmusiceasylistening（2002年）
- 耳障りよりも早く僕の耳の渦巻きをみたすあのギラギラは何だ（2002年）
- Dub Narcotic Session（2005年） - 再録+北米ツアーDVD
- トーナメント（2007年） - 新曲+リミックス

### その他
- LIVE-CRUX Compilation vol.1（2002年） - 「仔猫カレンダー」「星みたいに」で参加。
- FLOWERS OF ERROR 1（2003年） - 「パンに針」で参加。
- waikiki rythm（2006年） - 「S.T.F」「モールスのちょっといいとこ見てみたい」「室内ガーデンズガーデン」で参加。
- 酒井泰明 モールス歌詞集（2008年） - 歌詞集。
- Live at Shibuya O-NEST April 21, 2007（2009年） - 配信限定ライブアルバム
- Resume（2011年） - 東日本大地震救済支援コンピ。「昼の熱」で参加。配信限定。
- あなたの夢に応援歌（2012年） - JACCSのキャンペーンのオムニバスアルバム。「はしご」で参加。